# Walery Płoskiewicz
Walery Płoskiewicz (ur. 9 grudnia 1878 w Przasnyszu, zm. 27 sierpnia 1944 w Warszawie) – ksiądz, pedagog, pisarz, kapelan AK.

## Życiorys
Studiował teologię w Seminarium Duchownym w Płocku. Po święceniach kapłańskich W 1901 został kapelanem biskupa Jerzego Szembeka z którym w 1903 przeniósł się do Petersburga. Tam na Akademii Duchownej uzyskał doktorat z prawa kanonicznego. W 1910 mianowany kanonikiem honorowym kapituły mohylewskiej i kanclerzem kurii. Pracował też w sądownictwie kościelnym, pełnił obowiązki wizytatora kościołów. W 1917 delegowany do pracy w Komisji Likwidacyjnej do Spraw Królestwa Polskiego, w Wydziale do Spraw Kościoła Katolickiego. 
W 1918 powrócił do kraju. Papież Benedykt XV odznaczył go tytułem swojego prałata. Objął stanowisko referenta do spraw religijnych w Ministerstwie Spraw Zagranicznych. W 1922 osiadł w Łucku na Wołyniu, był tam prałatem kapituły, następnie zaś kapelanem sióstr nazaretanek w Warszawie. Nauczał religii w gimnazjum żeńskim. W l. 1934–36 pełnił obowiązki rektora kościoła św. Andrzeja. W 1936 znalazł się ponownie na Wołyniu: został proboszczem kolegiaty w Ołyce. W 1939 wrócił do Warszawy. Ogłosił prace: Z dziejów diecezji kresowych i Władza biskupów katolickich w świetle prawodawstwa imperium rosyjskiego. Wiele artykułów zamieścił w petersburskim Życiu Kościelnym. 
W czasie okupacji niemieckiej brał czynny udział w tajnym nauczaniu, był kapelanem AK podczas powstania warszawskiego. Zginął podczas ewakuacji klasztoru.